# Nathalie Cardone
Nathalie Cardone (* 29. März 1967 in Pau, Département Pyrénées-Atlantiques, Frankreich) ist eine französische Schauspielerin und Sängerin. Sie ist die Tochter eines Sizilianers und einer Spanierin. 

## Biografie
Nathalie Cardone erschien erstmals 1988 mit dem Film Drôle d'endroit pour une rencontre (deutscher Titel: Nächtliche Sehnsucht - Hemmungslos) an der Seite von Gérard Depardieu und Catherine Deneuve auf der Leinwand.
Für dieses Erstengagement wurde sie für den César in der Kategorie Beste Nachwuchsdarstellerin nominiert.
Danach spielte sie eine kleine Rolle im Film La Petite voleuse (Die kleine Diebin).
Es folgten weitere Rollen, bis Nathalie Cardone 1997 auf Laurent Boutonnat traf, den Entdecker und Förderer der franco-kanadischen Sängerin Mylène Farmer. Dieser suchte nach einem Spanisch sprechenden Interpreten für eine Neuaufnahme der berühmten Hymne Hasta Siempre von Carlos Puebla. Das Lied, aufgenommen im Jahre 1997, eroberte Platz zwei der französischen Hitparade und erreicht mit über 500.000 verkauften Platten Platinstatus. Zu der Person Che Guevaras sagte sie in einem Interview, er sei der ehrlichste Teil der Kubanischen Revolution, ein Symbol der Hoffnung.
Aufbauend auf diesen Erfolg komponierte sie 1998 ihren zweiten Titel selbst. Dieser wich stark vom rockigen Stil des ersten ab und war bei weitem nicht so erfolgreich.
1999 kam dann ihr dritter Titel auf den Markt, wieder von ihr selbst geschrieben. Er erreichte Platz acht der Hitparade und war kommerziell ein voller Erfolg. Ihr erstes Album erschien kurz danach.
Es kursierte ein Sampler des Songs Baila, dem vierten Titel auf ihrem Album. Er wurde jedoch nie als Single veröffentlicht. Außerdem erschien eine internationale Version ihres Albums, für das viele Lieder auf Englisch neu produziert wurden.
Nach Jahren der Abwesenheit kam Nathalie Cardone 2008 mit einer neuen Single heraus. Ein neues Album ist in Vorbereitung.

## Diskografie

### Studioalben
| Jahr | Titel            | Höchstplatzierung, Gesamtwochen, AuszeichnungChartplatzierungen (Jahr, Titel, Platzierungen, Wochen, Auszeichnungen, Anmerkungen) | Höchstplatzierung, Gesamtwochen, AuszeichnungChartplatzierungen (Jahr, Titel, Platzierungen, Wochen, Auszeichnungen, Anmerkungen) | Anmerkungen                            |
| Jahr | Titel            | FR | BEW | Anmerkungen                            |
| ---- | ---------------- | --- | --- | -------------------------------------- |
| 1999 | Nathalie Cardone | FR30 (8 Wo.)FR | BEW26 (3 Wo.)BEW | Erstveröffentlichung: 15. Oktober 1999 |

Weitere Studioalben
- 2008: Servir le beau

### Singles
| Jahr | Titel                                           | Höchstplatzierung, Gesamtwochen, AuszeichnungChartplatzierungen (Jahr, Titel, Platzierungen, Wochen, Auszeichnungen, Anmerkungen) | Höchstplatzierung, Gesamtwochen, AuszeichnungChartplatzierungen (Jahr, Titel, Platzierungen, Wochen, Auszeichnungen, Anmerkungen) | Anmerkungen                        |
| Jahr | Titel                                           | FR | BEW | Anmerkungen                        |
| ---- | ----------------------------------------------- | --- | --- | ---------------------------------- |
| 1997 | Hasta siempre Nathalie Cardone                  | FR2 Platin · (38 Wo.)FR | BEW1 Platin · (27 Wo.)BEW | Erstveröffentlichung: 7. Juli 1997 |
| 1998 | Populaire Nathalie Cardone                      | FR88 (1 Wo.)FR | — |                                    |
| 1999 | ...mon ange Nathalie Cardone                    | FR8 Gold · (25 Wo.)FR | BEW2 Gold · (22 Wo.)BEW |                                    |
| 2008 | Yo soy rebelde Servir le beau                   | FR24 (23 Wo.)FR | — |                                    |
| 2008 | Ma soeur (sera jamais ma rivale) Servir le beau | FR57 (8 Wo.)FR | — |                                    |
| 2009 | Le temps des fleurs Servir le beau              | FR44 (13 Wo.)FR | — |                                    |
| 2009 | Si se calla el cantor Servir le beau            | FR43 (15 Wo.)FR | — |                                    |

Weitere Singles
- 1999: Baila si
- 1999: Les hommes de ma vie (Promo-CD)

## Filmografie (Auswahl)
- 1988: Nächtliche Sehnsucht – Hemmungslos (Drôle d’endroit pour une rencontre)
- 1988: Die kleine Diebin (La Petite Voleuse)
- 1989: Tödliche Anziehungskraft (J’aurais jamais dû croiser son regard)
- 1990: La fille des collines
- 1994: Die Hölle (L’Enfer)
- 1994: Das Lächeln (Le sourire)
- 1995: El Techo del mundo
- 1996: L’Avocate (TV-Serie)
- 1997: La colère d’une mère (TV)